# Harold Fowler McCormick

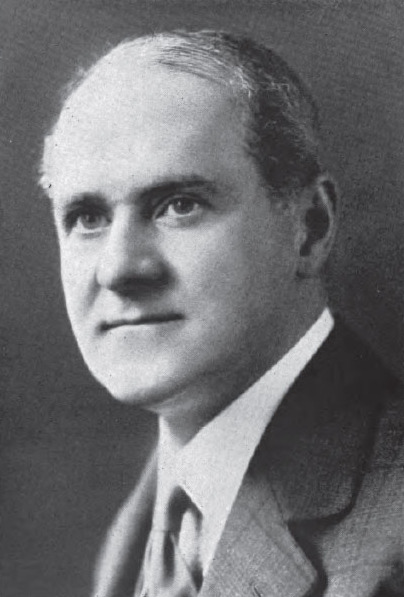
Harold Fowler McCormick

Harold Fowler McCormick (ur. 1872, zm. 1941) – prezes rady nadzorczej International Harvester Company. McCormick był najmłodszym synem Cyrusa McCormicka, wynalazcy i producenta mechanicznej żniwiarki.

## Życiorys
Ukończył studia na uniwersytecie w Princeton w roku 1895. 26 listopada tegoż roku poślubił w Chicago Edith Rockefeller, córkę magnata paliwowego, właściciela firmy Standard Oil Johna D. Rockefellera.
Na bazie ogromnego majątku ich dom był centrum życia towarzyskiego chicagowskiej elity. Sama Edith McCormick – twierdząc, że pochodzi ze starego francuskiego arystokratycznego rodu La Rochefoucauld, co oczywiście nie było prawdą – zachowywała się jak królowa, narzucając iście dworskie obyczaje swemu otoczeniu. Na przykład przyjmowała swoje dzieci tylko w oznaczonych godzinach, a przy wszystkich posiłkach obowiązywało menu drukowane zawsze po francusku i złotymi literami
W roku 1909, wraz Johnem D. Rockefellerem Juniorem i Frederickiem Gatesem, został jednym z powierników Fundacji Rockefellera. W 1935 został prezesem International Harvester Company, zastępując swego starszego brata Cyrusa. Należał również do rady nadzorczej założonego przy dużym wsparciu (600 tys. dolarów) Rockefellera Uniwersytetu Chicagowskiego.
Interesował się lotnictwem i patronował badaniom w tej dziedzinie. Entuzjasta opery. Starał się o pozyskanie dla opery chicagowskiej zdolnych śpiewaków, m.in. Hannę Walską.
Po rozwodzie z Edith, McCormick pojął za żonę śpiewaczkę operową polskiego pochodzenia Gannę/Hannę Walską, z którą rozwiódł się w roku 1931. Mieszkał w rezydencji przy ulicy Lake Shore Drive w Chicago.
Orson Welles twierdził, że promowanie przez McCormicka drugiej żony jako śpiewaczki operowej – mimo jej słabego głosu – było główną przyczyną napisania przez niego scenariusza do filmu Obywatel Kane, w którym jedna z bohaterek przypomina Walską. Samuel Insull, prywatny sekretarz Edisona, a później prezes koncernu Commonwealth Edison, zbudował Lyric Opera of Chicago dla którejś ze swych kochanek i on również, wraz z aktorkami Hope Hampton i Marion Davies, jest uważany za inspirację Wellesa.
Po rozwodzie z Walską nawiązał bliższą znajomość z polską aktorką filmową Polą Negri i uchodził za jej sponsora.

## Dzieci (z Edith Rockefeller)
1. John Rockefeller McCormick (1896-1901)
2. Editha McCormick (1897-1898)
3. Harold Fowler McCormick, Jr. (1898-1973)
4. Muriel McCormick Hubbard (1903-1959)
5. Mathilde McCormick Oser (1906-1947)